# Tauriers
Tauriers – miejscowość i gmina we Francji, w regionie Owernia-Rodan-Alpy, w departamencie Ardèche.
Według danych na rok 1990 gminę zamieszkiwało 156 osób, a gęstość zaludnienia wynosiła 35 osób/km² (wśród 2880 gmin regionu Rodan-Alpy Tauriers plasuje się na 1466. miejscu pod względem liczby ludności, natomiast pod względem powierzchni na miejscu 1559.).

## Populacja

Populacja Tauriers w latach 1962-2008